# Пензятка (приток Инсара)
Пензя́тка — река в России, протекает по территории Лямбирского района Мордовии. Устье реки находится в 85 км по левому берегу реки Инсар. Длина реки составляет 31 км, площадь водосборного бассейна — 200 км².

## География и гидрология
Река протекает к северу от города Саранска. От истока к устью вдоль реки расположены населённые пункты — Пензятка, Щербаково, Татарская Свербейка, Блохино, Старая Чекаевка, Блохинские Выселки, Берсеневские Выселки, Чекаевский, Лямбирь, Владимировка и Александровка.
Истоки реки находятся к юго-западу от села Пензятки, а устье реки расположено в 85 км от устья реки Инсар, по её левому берегу, напротив села Александровки.

## Данные водного реестра
По данным государственного водного реестра России относится к Верхневолжскому бассейновому округу, водохозяйственный участок реки — Алатырь от истока и до устья, речной подбассейн реки — Сура. Речной бассейн реки — (Верхняя) Волга до Куйбышевского водохранилища (без бассейна Оки).
Код объекта в государственном водном реестре — 08010500212110000038406.